# بارون سیگریو

نشان ویژه سیگریو

بارون سیگریو (به انگلیسی Baron Segrave)مقام سناتوری می‌باشد که توسط حکم حکومتی در سال ۱۲۹۵ برای نیکولاس سیگریو صادر گردید. اصل این لقب از روستایی در لستر برگرفته شده‌است.
ششمین بارون از این سلسله (جان دی موبرای) موفق به کسب لقب بارون موبرای نیز گردید و پس از آن برای چندین نسل هر دو لقب به یک نام مشترک دوک نورفوک نامیده شدند. در سال ۱۷۷۷ با مرگ نهمین دوک از این سلسله هر دو لقب معلق گردند.
تا اینکه در سال ۱۸۳۱ میلادی لقب بارون سیگریو به کلونل ویلیام برکلی اهدا گردید که پس از مرگ او در سال ۱۸۵۷ به دلیل نداشتن جانشین از بین رفت.
این لقب دوباره در سال ۱۸۷۸ از تعلیق درآمده و به آلفرد استورتون بیست و سومین بارون موبری اهدا گردید که این لقب همچنان تا امروز وجود دارد.